# شهرک صنعتی کاغذکنان
شهرک صنعتی کاغذکنان یکی از شهرک‌های صنعتی استان آذربایجان شرقی است که در شهر آقکندبخش کاغذکنان شهرستان میانه واقع شده‌است.
لیست محصولات و خدمات شهرک صنعتی کاغذکنان:
مایع لباس شویی (ماشینی), دهانشویه ها, مایع پاک کننده سطوح لعاب دار, انواع شامپوها, انواع اسپری پاک کننده, شامپوی نرم کننده مو, اسپری های خوشبوکننده بدن ، کیسه نایلون, فیلم پلاستیکی, قطعات پلاستیکی تزریقی ، رشته اش ، درجه بندی وبسته بندی ادویه جات, پاک کردن وبسته بندی حبوبات, بسته بندی شکر, بسته بندی برنج ، تراورس های سیمانی و...